# Dobra-Kolonia
Dobra-Kolonia – wieś w Polsce, położona w województwie śląskim, w powiecie zawierciańskim, w gminie Pilica.
| SIMC    | Nazwa      | Rodzaj    |
| ------- | ---------- | --------- |
| 0219193 | Na Drogach | część wsi |
| 0219201 | Na Łąkach  | część wsi |
| 0219218 | Podedwór   | część wsi |
| 0219224 | Rulików    | część wsi |

W latach 1975–1998 miejscowość administracyjnie należała do województwa katowickiego.